# München Leienfelsstraße (przystanek kolejowy)
München-Leienfelsstraße – przystanek kolejowy w Monachium, w kraju związkowym Bawaria, w Niemczech. Znajdują się tu 2 perony.